# Aeroportul Taree
Aeroportul Taree (IATA: TRO, ICAO: YTRE) este un aeroport din Noul Wales de Sud, Australia ce deservește zona Taree⁠(d). Aeroportul a fost tranzitat în 2019 de 9.424 de pasageri.
Situat la o altitudine de 12 m, aeroportul dispune de o singură pistă. Este operat de Mid-Coast Council⁠(d).